# Euan Ferrie
Pas d'image ? Cliquez ici

a Compétitions nationales et continentales officielles uniquement.

b Matchs officiels uniquement.
Dernière mise à jour le 26 décembre 2024.
Euan Ferrie, né le 23 juillet 2001 à East Kilbride (Écosse), est un joueur écossais de rugby à XV jouant aux postes de troisième ligne aile ou deuxième ligne aux Glasgow Warriors.

## Biographie

### Jeunesse et formation
Euan Ferrie commence la pratique du rugby à XV à l'âge de cinq ans dans sa ville natale au East Kilbride RFC. Il continue sa formation aux Hamilton Bulls où il fait ses débuts en senior, puis au Glasgow Hawks RFC qu'il rejoint en 2020.
À partir de la saison 2021-2022, il rejoint le centre de formation des Glasgow Warriors.
Au niveau international, Euan Ferrie représente l'Écosse chez les moins de 19 ans. Puis, il est sélectionné pour la première fois en équipe d'Écosse des moins de 20 ans pour le Tournoi des Six Nations des moins de 20 ans 2021.

### Carrière professionnelle
Euan Ferrie joue les matchs de présaison 2022-2023 avec les Glasgow Warriors et participe notamment à un match contre les Ayrshire Bulls. Il fait ensuite ses débuts professionnels lors de la septième journée de United Rugby Championship, contre le Benetton Trévise. Au mois de janvier 2023, il signe son premier contrat professionnel avec les Warriors.
En 2023-2024, il s'entraîne avec l'équipe d'Écosse durant le Tournoi des Six Nations 2024. Puis, son équipe des Glasgow Warriors remporte la finale du United Rugby Championship en battant les Bulls 21 à 16. Ferrie est sur le banc des remplaçants pour cette finale,.
Il est rappelé avec la sélection écossaise pour le Tournoi des Six Nations 2025.

## Palmarès
- Glasgow Warriors
  - Vainqueur du United Rugby Championship en 2024